# رنو موناکواترو
رنو موناکواترو (Renault Monaquatre) خودرویی است که در سال‌های ۱۹۳۱ تا ۱۹۳۶در فرانسه تولید شده‌است.
این خودرو در کلاس خودرو کامپکت قرار گرفته و طراحی آن خودروهای موتور جلو-محور عقب بوده طول آن در حالت طبیعی ۳٬۹۰۰ میلیمتر (۱۵۳٫۵ اینچ) است. سیستم جعبه‌دندهٔ آن ۳ دنده به صورت دستی است.